# Tv Universidad

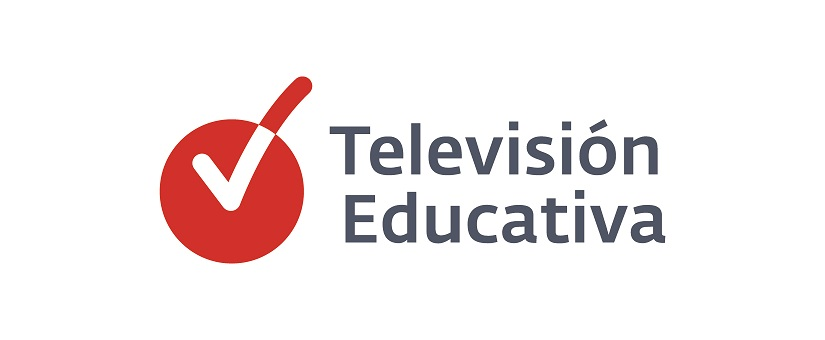

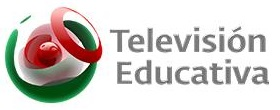

Tv Universidad es una canal de televisión mexicana.

## Programas
- SEPa Inglés
- Vida de Perros
- Teleseminario: Violencia y ética en los medios
- Curso de Derechos Humanos
- Barroco
- El saber del Éxito
- Telecurso de Guionismo
- Aquí entre padres y maestros